# Маркос Чакон
Маркос Чакон (англ. Marcos Chacon, 9 листопада 1967, Іспанія) — професійний бодібілдер з Іспанії, володар титулу Містер Іспанія.

## Біографія
Народився 9 листопада 1967 в місті Ґранада, Іспанія. В мододому віці переїхав до столиці Іспанії — в Мадрид. Він один з небагатьох іспанців, які змогли пройти шлях від початківця до професіонала. Талановитого Маркоса помітив Франциско дель Єрро, відомий в свій час культурист. Картку професіонала IFBB отримав в 2007 році.

## Виступи
- Містер Європа Про — 10 місце (2011)
- Атлантик-Сіті Про — 7 місце (2008), 10 місце (2009)
- Гран Прі Румунія — 7 місце (2008)
- Тампа Бей Про — 9 місце (2008)
- Санта-Сусанна Про — 8 місце (2006)

## Рейтинги
- 95 місце в рейтину чоловіків професіоналів IFBB з бодібілдингу (2010)
- 55 місце в рейтингу чоловіків професіоналів IFBB з бодібілдингу (2009)